# 血副䲁
血副䲁（學名：Parablennius sanguinolentus），為輻鰭魚綱鳚形目䲁科副䲁屬的一種，分布於東大西洋法國盧瓦爾河至摩洛哥，包括地中海和黑海海域，深度0至1公尺，體長可達20公分，棲息在潮間帶，屬雜食性，五月至七月為繁殖期，雌魚產附著性卵，雄魚有護卵行為，幼魚為浮游性，生活習性不明，可做為觀賞魚。